# Леонівка (Вишгородський район)
Леоні́вка — село в Україні, у Іванківській селищній громаді Вишгородського району Київської області. Населення становить 174 осіб.

## Розташування
Село розташоване на території Вишгородського району Київської області. Його територія підпорядкована Іванківській селищній громаді.

## Історія
Перша згадка про село, яке за переказами було назване по імені його засновника, у книзі «Квит Поморський» від 6 травня 1642 року представником Київського Миколо-Пустинного монастиря відмічається, що з села Левоново на Талі сплачено подимного мита за чотири дими.
За легендою, село заснували Левон Осипенко з Бородянської волості, Кирило Лапенко і Василь Іваненко з Макарівської волості. А були вони родом — Левон Осипенко з села Бабинець, а Кирило і Василь з села Грузького. Втекли вони рятуючись від панської розправи. Зустрілися втікачі на дорозі в урочищі «Старий міст». Там проходив стародавній «Київський шлях» з Шибеного до села Коленці саме через урочище «Старий міст». Спочатку вони утаборились у «Старому мості», ловили в річці рибу, полювали на дичину. Але одного ранку після дощу вночі, вони помітили, що хтось проїхав по дорозі кованим залізним возом, а на той час їздили дерев'яними возами. Це їх так налякало, що вони покинули свій курінь у «Старому мості», і пішли у вверх понад річкою Таль в непрохідну гущавину, і стали саме там, де сьогодні розташований центр села. На пагорбі біля річки Таль вони поставили перший курінь. Населений пункт був названий Левонове — на честь Левона Осипенка. З 1689 року ним володів Київський Микільсько-Пустинський монастир, потім, з 1795 р. — Казенна Палата. Наприкінці 18 століття первинна назва села була змінена на Леонівку. Жителі села здавна були парафіянами церкви Косьми і Даміана в сусідніх Коленці. Л. Похилевич в 1865 р. пише: «Леонівка при річці Талі в 8-верстах від Колінець, оточена лісами. Жителів обох статей 235.» У 1897 р. в селі побудували власний дерев'яний храм і цегляну земську школу. Ця школа збереглася до наших днів. Одноповерхова будівля прикрашена нехитрим цегляним декором. Привертає увагу головний вхід з круглим вікном-порталом, виконаний в стилі модерн.
У 1900 році в селі Леонівка має дворів 98, жителів обох полів 693 чоловіка з них чоловіків — 342,  жінок — 351. Головне заняття населення хліборобство крім того населення займається виробництвом різного дерев'яного посуду від такого промислу заробляє 4000 рублів. В селі Леонівка налічує землі 2711 десятин з них належить церкві 33 дес. селянам 2311дес. Запасний продовольчий капітал на 1 січня (стар стиль) складає 1194руб 25 коп. В селі є 1 церква і 2 кузні. Пожежний обоз складається з 4 багрів і 15 відер.
7 (20) листопада 1917 року, відповідно до Третього Універсалу Української Центральної Ради, увійшло до складу Української Народної Республіки.
Ввечері 14 листопада 1921 р. під час Листопадового рейду до Леонівки підійшла з боку Блідчі Волинська група (командувач — Юрій Тютюнник) Армії Української Народної Республіки. З іншого боку одночасно підійшла Подільська група (командувач Сергій Чорний). Вони одночасно вступили в бій з відділком московських військ, що стояв у селі. Відділок був вибитий із села Подільською групою. На жаль групи не впізнали одна одну і після бою розійшлися у різних напрямках.
17 листопада 1921 р. час Листопадового рейду через Леонівку знову проходила Подільська група (командувач Сергій Чорний) Армії Української Народної Республіки.
За переписом 1926 року в селі нараховувалось 158 дворів. У 1928 році створено ТСОЗ, у 1929 році – колгосп. Мало хто з селян йшов добровільно у колгосп, бо треба було здати все господарство, реманент. Першим головою колгоспу був Василенко А. Г., пізніше — Настечко, Шинкарьов, Чиренко, Бондаренко.

### Голодомор 1932-1933
В обласному архіві зберігаються фрагменти книги запису актів про смерть в селі протягом 1932—1933 років, де зафіксовано смерть 45-ти жителів. Але цифра втрат набагато вища, так як далеко не всі померлі фіксувались, до того ж значна частина документів не збереглась. В селі мешкає 27 осіб, постраждалих від Голодомору.
Мартиролог жителів с. Леонівка — жертв Голодомору 1932—1933 років укладений за архівними даними (ДАКО, фр-5634, оп.1, спр. 423, арк.118-121; спр. 432, арк. 164—183) та свідченнями Василенко А. К., 1930 р.н.; Даниленко М. А., 1925 р.н.; Іваненко В. М., 1925 р.н. ; Курлович І. В., 1918 р.н.; Осипенко А. П., 1925 р.н.; Прокопенко Ф. С., 1916 р.н., записаними у 2007 р. Лагутенко С. М., бібліотекарем; Топчай Іриною, ученицею 11 кл. Іванківського районного ліцею; Василенко О. Є., завідувачкою клубу.
В мартирологу в алфавітному порядку мовою оригіналів вказані при наявності даних прізвище, ім’я, по батькові, дата смерті, вік померлого та причина смерті: Василенко Анна Миронова, 27.06.1933, 21 р., невідомо
Василенко Катя Миколайкова, 16.06.1933
Василенко Кулина, 11.07.1933. 51р., невідомо
Василенко Степан Миронов, 23.06.1933, 2 р., невідомо
Грищенко Віктор Лукаш, 28.06.1933, 15 р., невідомо
Грищенко Гапа Микитовна, 09.07.1933, 9 р.
Даниленко Гаврило Антонов., 03.07.1933, 46 р
Даниленко Гапа Осипова, 01.07.1933, невідомо
Даниленко Марфа Радієва, 25.06.1933, невідомо
Даниленко Марко Іванович, 02.07.1933, 47 р.
Даниленко Олена Павлова, 16.01, 1933, 75 р., по старості
Дзержинська Катерина Павлівна,10.08.1933, 26 р.
Дроздоченко Катерина Павлівна, 10.08.1933, 26 р., невідомо
Дружинська Ліда Андрієва, 11 місяців, по хворобі
Іваненко Ганна Романова, 17.01.1933, 75 р., невідомо
Іваненко Дайка Степанова, 08.06.1933, 27 р., різачка
Іваненко Петро Іванов, 21.06.1933, 70 р., по старості
Іваненко Семен Мусійович, 03.07.1933,39 р.
Іваненко Сирином Савков., 14.07.1933, 26 р., невідомо
Івщенко Макар Марєвич, травень 1933, 70 р., по старості
Кононенко Антося Лукашкова,11.03.1932, 6 місяців, скарлатина
Кононенко Євдокія Миколайкова, 13.07.1933, 71 р., по старості
Кононенко Іван Антонов, 02.09.1933, 68 р., вбитий сином
Кононенко Сергій Іванович, 07.04.1933, 1 р., звичайна
Лагутенко Миколай Іванов, 11.03.1932, 3 р., скарлатина
Лапенко Антоніна Тихонова, 25.01.1932, 10 р., захворювання ноги
Лапенко Марка Іванова, 02.07.1933, 47 р., невідомо
Лапенко Петро Анакійов, 02.07.1933, 73 р., по старості
Лапенко Степан Савкович, 4.07.1933, 26 р.
Осипенко Іван Бирак, 12.07. 1933, 70 р., від старості
Осипенко Кузьмиха, 13.07. 1933, 75 р., по старості
Осипенко Лукаш Микитович, 17.01.1933. 90, звичайна
Осипенко Марко Микитів, 29.09.1932, 88р., по старості
Осипенко Микола Пилипов, 09.05.1933, 58 р., невідомо
Руль Лізавета Карпова, 13.02.1933. 60 р., по старості
Тимошенко Лукія Іванова, 06.08.1933, 50 р., невідомо
Тищенко Василь Романов, 05.07.1933, невідомо
Тищенко Василь Данилів, 05.07.1933,15 р.
Тищенко Вера Кондратова, 26.12.1932, 3 р., звичайна хвороба
Тищенко Ганна Тимохова, 08.07.1933, 48 р., невідомо
Тищенко Домна Тарасова, 01. 07.1933, 39 р.
Тищенко Степа Антонова, 23.12.1932, 46р., звичайна хвороба
Трищенко Яков Данилів, 09.06.1933, 80 р., по старості
Фещенко Павло Ільків, 27.07. 1932, 64 р., невідомо
Чиренко Тимох, 29.10.1933, 55 р,, невідомо
Даний перелік не є повним, у ньому лише встановлені жертви Голодомору.
РЕПРЕСОВАНІ
ЛАПЕНКО Сава Іванович, 1879 року народження, с. Леонівка Іванківського (нині Вишгородського) району, українець. Проживав у с. Леонівка, селянин одноосібник. Рішенням місцевих органів влади розкуркулений у 1931 році. Реабілітований у 1991 році.
Друга світова війна 1941-1945рр
27-го серпня 1941 р. у селі Леонівка, виданий зрадником , був схоплений перший секретар райкому партії Яків Гнатович Толочин, який повернувся з евакуації за наказом Київського обкому КП(б)У для організації партизанської боротьби в районі і створив загін з 25-ти чоловік. Яків Гнатович був доставлений у Іванківську тюрму, а пізніше переданий у гестапо , яке знаходилось у приміщенні лікарні. 23.09.1941 р. після допитів та катувань Яків Толочин був розстріляний.
19 липня 2020 року, в результаті адміністративно-територіальної реформи та ліквідації Іванківського району, село увійшло до складу новоутвореного Вишгородського району.

### Російське вторгнення в Україну (2022)
З кінця лютого до 1 квітня 2022 року під час російсько-української війни село було окуповане російськими військами.

## Географічне розташування
Ботанічна пам'ятка природи місцевого значення «Соснові насадження»
Пам'ятка розташовується на території Леонівського лісництва ДП «Іванківське лісове господарство» – кв. 8, вид. 14. на площі 4,5 га. Оголошено рішенням виконкому Київської обласної Ради трудящих від 28.02.1972 р. № 118. Пам’ятка є високопродуктивними сосново-дубовими насадженнями, серед яких є сосна висотою понад 30 м і діаметром близько 64 см, дуб висотою 26 м, діаметр – 46 см.Джерело: Положення про Ботанічну пам'ятку природи місцевого значення «Соснові насадження».

## Відомі люди
Іваненко Григорій Іванович народився 1953 року в селі Леонівка Іванківського (нині Вишгородського) району на Київщині. Після закінчення восьмирічки навчався у Київському політехнікумі зв'язку, працював за спеціальністю та на приладобудівному заводі (ВАТ «Промінь»), заочно навчався в Київському політехнічному інституті (інженер – радіотехнік). Був членом літературної студії «Радосинь» при Київському міжрегіональному інституті удосконалення вчителів Б. Грінчека та керівником літературної студії «Первоцвіт» при районному центрі дитячої та юнацької творчості. Викладав на курсах професійної підготовки зв'язківців, працював на журналістській роботі в редакції «Трибуна праці». Член Національної спілки письменників України, автор збірок «Перехрестя» (1994) та «Чорний клинопис» (1997). Його вірші вміщені у книзі П. Смовжа «Крізь роки і відстані» (2001).
Наталія Лагутенко параолімпійська чемпіонка Ріо-де-Жанейро, учасниця Європейських та світових змагань з плавання на параканое.

## Сьогодення
25 вересня 2012 року село Леонівка було газифіковане.
Влітку 2017 року розпочато будівництво церкви.

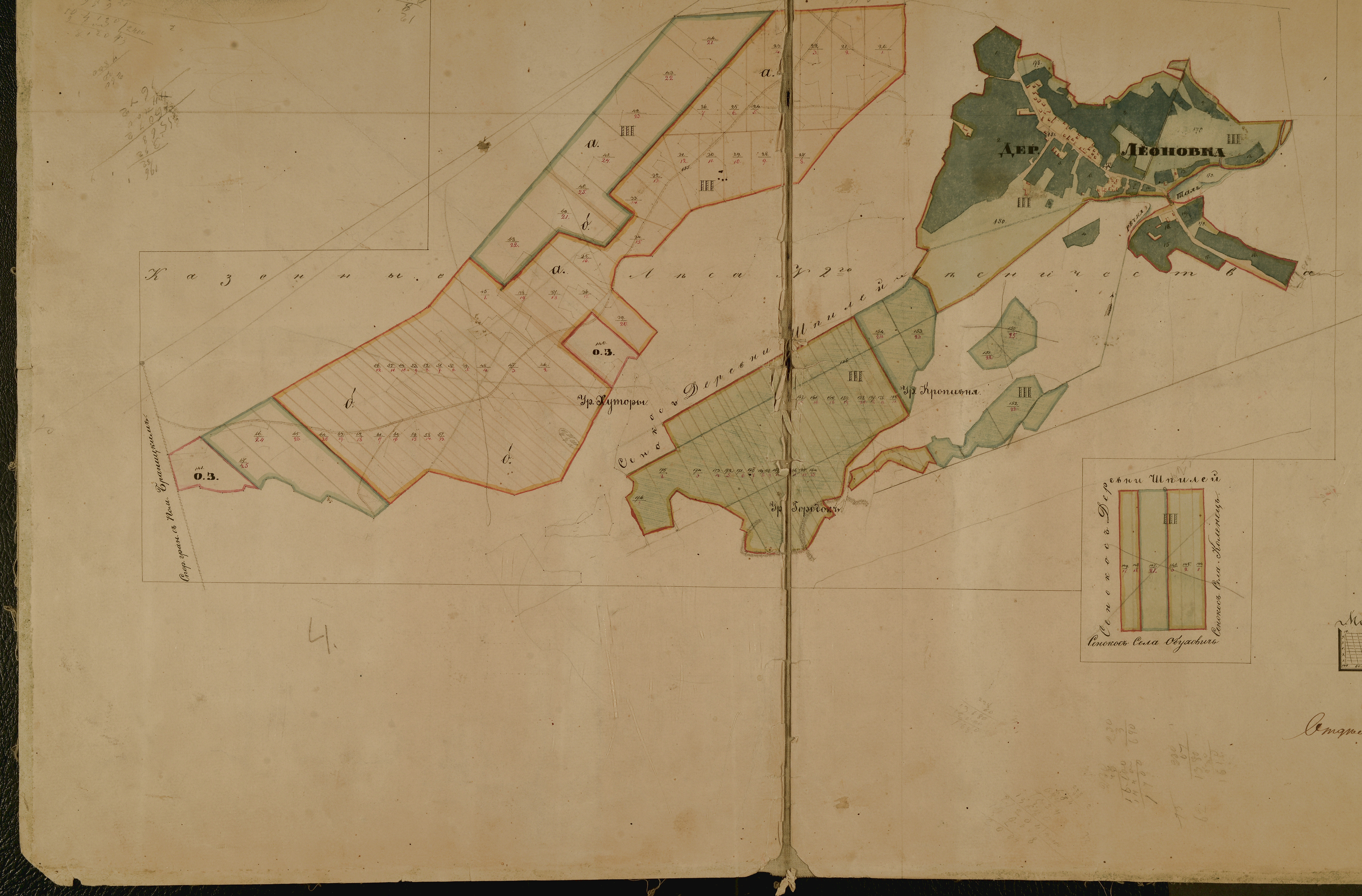
Карта села Леонівка 1850 рік